# Vüqar Mustafayev
Vüqar Mustafayev (Zaqatala, 5 agosto 1994) è un ex calciatore azero, di ruolo centrocampista.

## Palmarès

### Club

#### Competizioni nazionali
- Campionato azero: 1

Qarabağ: 2015-2016
- Coppa d'Azerbaigian: 1

Qarabağ: 2015-2016